# Ваља Оанеј (Васлуј)
Ваља Оанеј (рум. Valea Oanei) насеље је у Румунији у округу Васлуј у општини Иванешти. Oпштина се налази на надморској висини од 177 m.

## Становништво
Према подацима из 2002. године у насељу је живело 323 становника, од којих су сви румунске националности.